# Casquet de pell

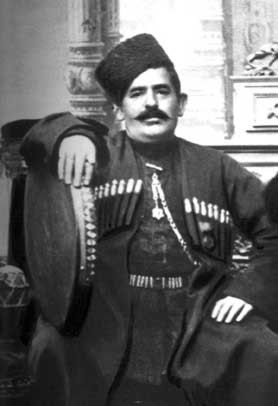
Txerkès amb casquet de pell tradicional

El casquet de pell és un casquet cilíndric fet (o recobert) de pell animal, usualment similar al casquet circular quant a forma i alçada.
El català casquet de pell equival a l'esp. gorro de piel, fr. bonnet de fourrure, it. berretto di pelliccia, port. gorro de pele, rom. căciulă (nom que també pot aplicar-se al 'morrió de pell'), ang. fur cap, al. Pelzmütze, rus mékhovaia xapka (меховая шапка); etc.

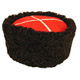
Casquet de pell: kubanka

El casquet de pell és peça tradicional d'abrigar en nombrosos països d'hivern cru, de l'Europa Oriental i Ciscaucàsia fins a Corea, passant per Mongòlia; els pobles nòmades de les estepes n'han usat, d'un estil o altre, des de l'edat mitjana, almenys. Un model específic és, per exemple, la kubanka dels cosacs del Kuban, que sovint és més alta que la mitjana de casquets, però sense atènyer prou alçada per a constituir morrió. Durant el segle XX el casquet de pell ha anat introduint-se a l'Europa Occidental i a Amèrica, sigui en forma de gorra d'astracan, sigui en imitacions directes de la uixanka militar soviètica.

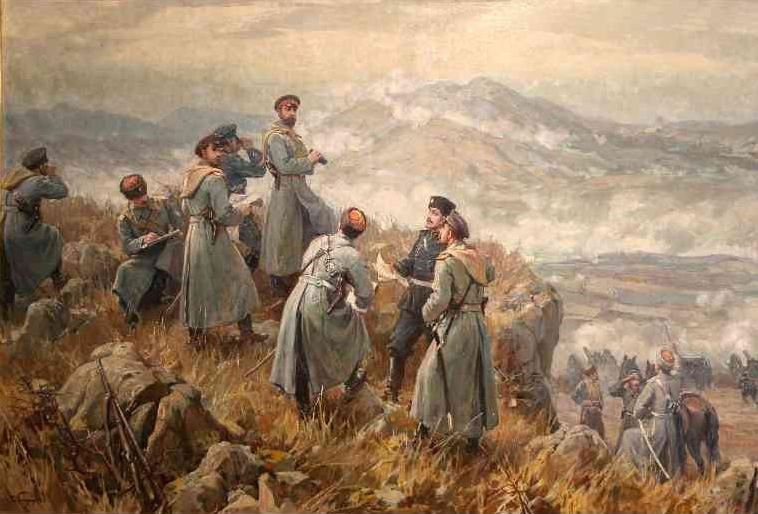
Oficials búlgars a la batalla de Slivnitsa (1885), alguns amb gorra de plat i altres amb casquet de pell

En el món militar, a partir del segle xix el casquet de pell ha estat lligadura de campanya d'hivern en diversos exèrcits de l'Europa centroriental. A l'exèrcit imperial rus, cosacs a banda, el casquet de pell, sota el nom de xapka ('gorra'), fou la lligadura d'hivern per a tots els graus de 1881 a 1908. L'exèrcit búlgar usà el casquet de pell per a campanya d'hivern, i també per a gala, pràcticament des de primera hora, i el conservaria almenys fins a la fi de la Primera Guerra Mundial, quan es reservà a les unitats de la Guàrdia. La cavalleria romanesa, que vestia d'hússar, tingué com a lligadura habitual un casquet de pell (versió baixa de la căciulă) amb bossa lateral, a manera de colbac, fins a inicis del segle xx.
En el segle xx, el paradigma del casquet de pell militar ha estat la uixanka (шапка-ушанка 'gorra d'orelleres') soviètica. Aquesta, basada en models civils, sorgí el 1940 com a lligadura hivernal de l'Exèrcit Roig, en substitució de la budiónovka. Aquest ús militar, massiu, acabà de convertir la uixanka, internacionalment, en un estereotip del món soviètic (i de la russitat). Encara avui és en dotació a l'exèrcit rus.

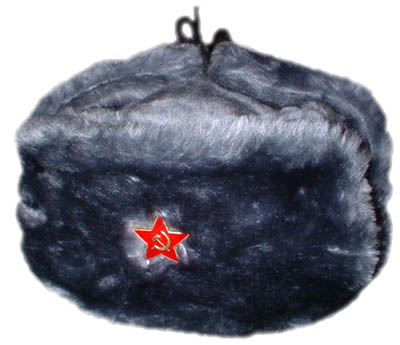
Casquet de pell: uixanka militar soviètic

Durant l'existència del Pacte de Varsòvia pràcticament tots els exèrcits membres usaren alguna versió de la uixanka com a lligadura d'hivern, sobretot de campanya; la peça s'estengué, així mateix, a les forces policials dels estats respectius. També l'adoptà l'exèrcit xinès.
Exèrcits com el suec, el finlandès, l'estatutnidenc i el canadenc han desenvolupat models propis de casquet de pell (usualment similars a la uixanka) de cara al combat en hiverns crus (se n'usaren, per exemple, durant la Guerra de Corea).
Una lligadura estretament emparentada amb el casquet de pell és el morrió de pell, de què es diferencia per l'alçada.